# خوان اتکینز
 خوان اتکینز (انگلیسی: Juan Atkins؛ زادهٔ ۹ دسامبر ۱۹۶۲) یک موسیقی‌دان اهل ایالات متحده آمریکا است. وی از سال ۱۹۸۱ میلادی تاکنون مشغول فعالیت بوده‌است.